# 角鞘屬
角鞘屬（學名：Thecacera）為裸鰓海蛞蝓的一屬，多角科的海生無殼腹足類軟體動物。屬名「Thecacera」來源於拉丁文，「theca」意為「筒、鞘」，「cera」表示「角狀的」，指其突出的嗅角鞘。

## 物種
角鞘屬的物種包括：
- 達爾文多角海蛞蝓（Thecacera darwini） Pruvot-Fol, 1950
- 太平洋多角海蛞蝓（Thecacera pacifica） Bergh, 1883
- 豐羽多角海蛞蝓（Thecacera pennigera） (Montagu, 1815)
- 彩繪多角海蛞蝓（Thecacera picta） Baba, 1972
- 綠多角海蛞蝓（Thecacera virescens） Forbes & Hanley, 1851

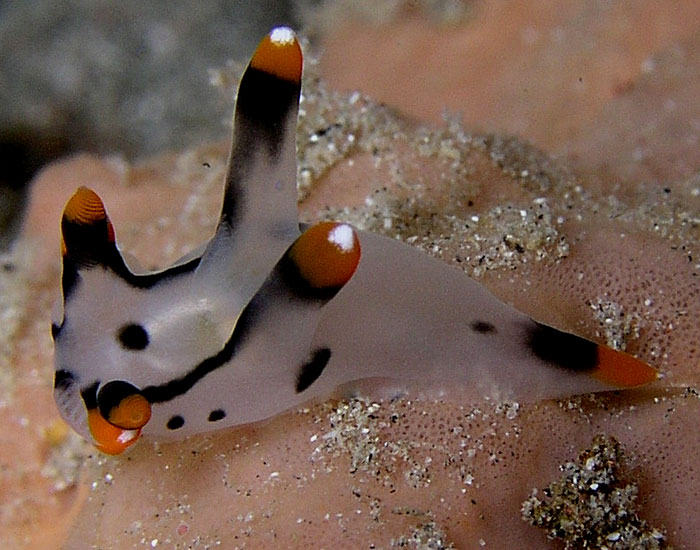
彩繪多角海蛞蝓
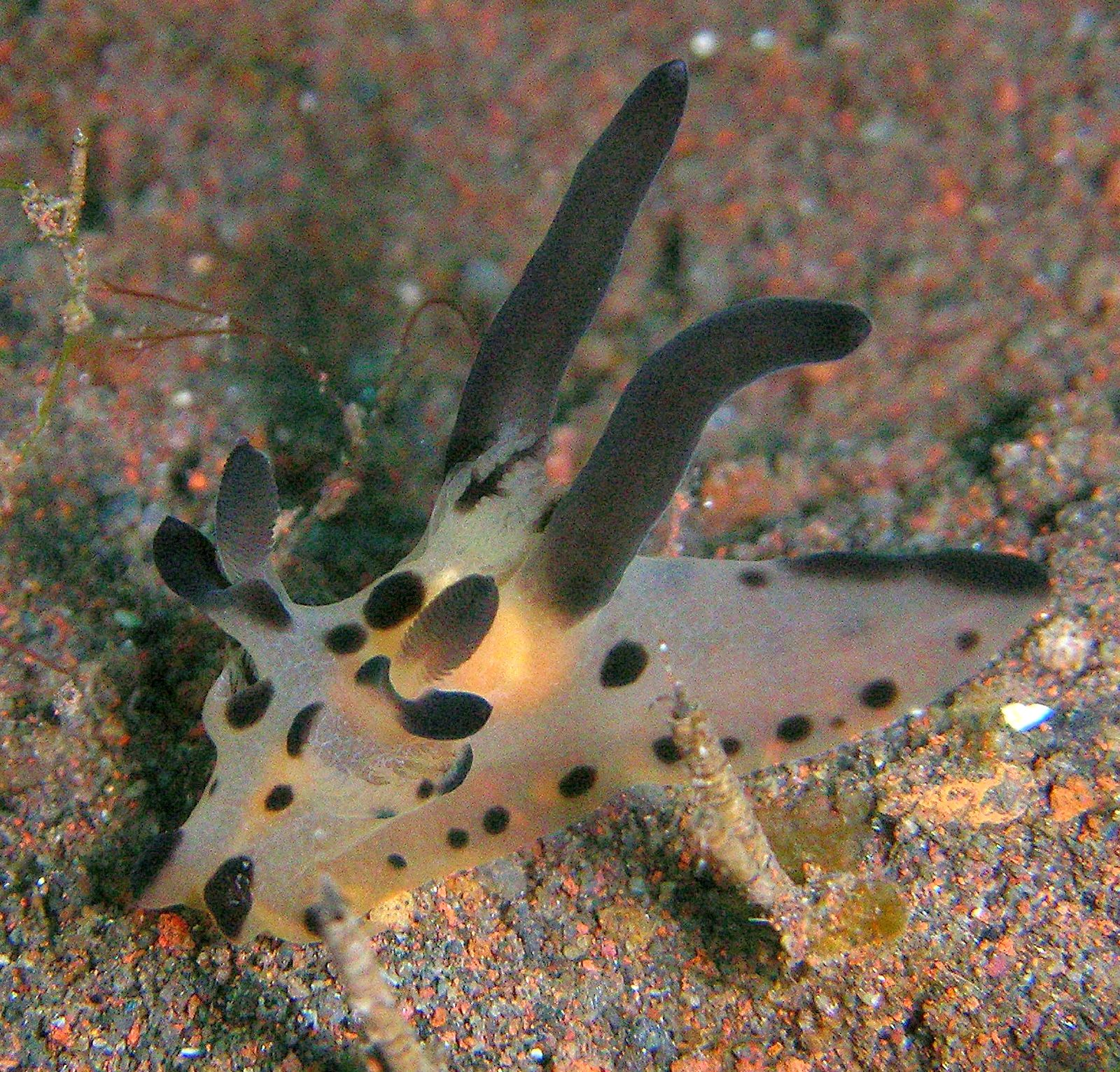
多角海蛞蝓的一種

## 延伸閱讀
- Alder J. & Hancock A. (October 1851). "Descriptions of two new species of nudibranchiate Mollusca, one of them forming the type of a new genus". Annals and Magazine of Natural History (series 2)8(46): 290-302, pls. 9-10.
- 揭維邦; 詹景堯. . 國立海洋生物博物館. 2009: 頁112、113 （中文（繁體））.

## 外部連結
- 太平洋多角海蛞蝓 - 舒活家族[永久]